# Chance Perdomo
Chance Perdomo, född 19 oktober 1996 i Los Angeles i Kalifornien, död 30 mars 2024, var en amerikanskfödd brittisk skådespelare som växte upp i Southampton. Han medverkade i TV-serien Killed by My Debt och spelade rollen som Ambrose Spellman i Netflixserien Chilling Adventures of Sabrina.
Perdomo avled i en motorcykelolycka i Upstate New York på väg till en filminspelning av TV-serien Gen V i Toronto.